# Tägliche Rundschau (1881–1933)

Kopftitel der Täglichen Rundschau

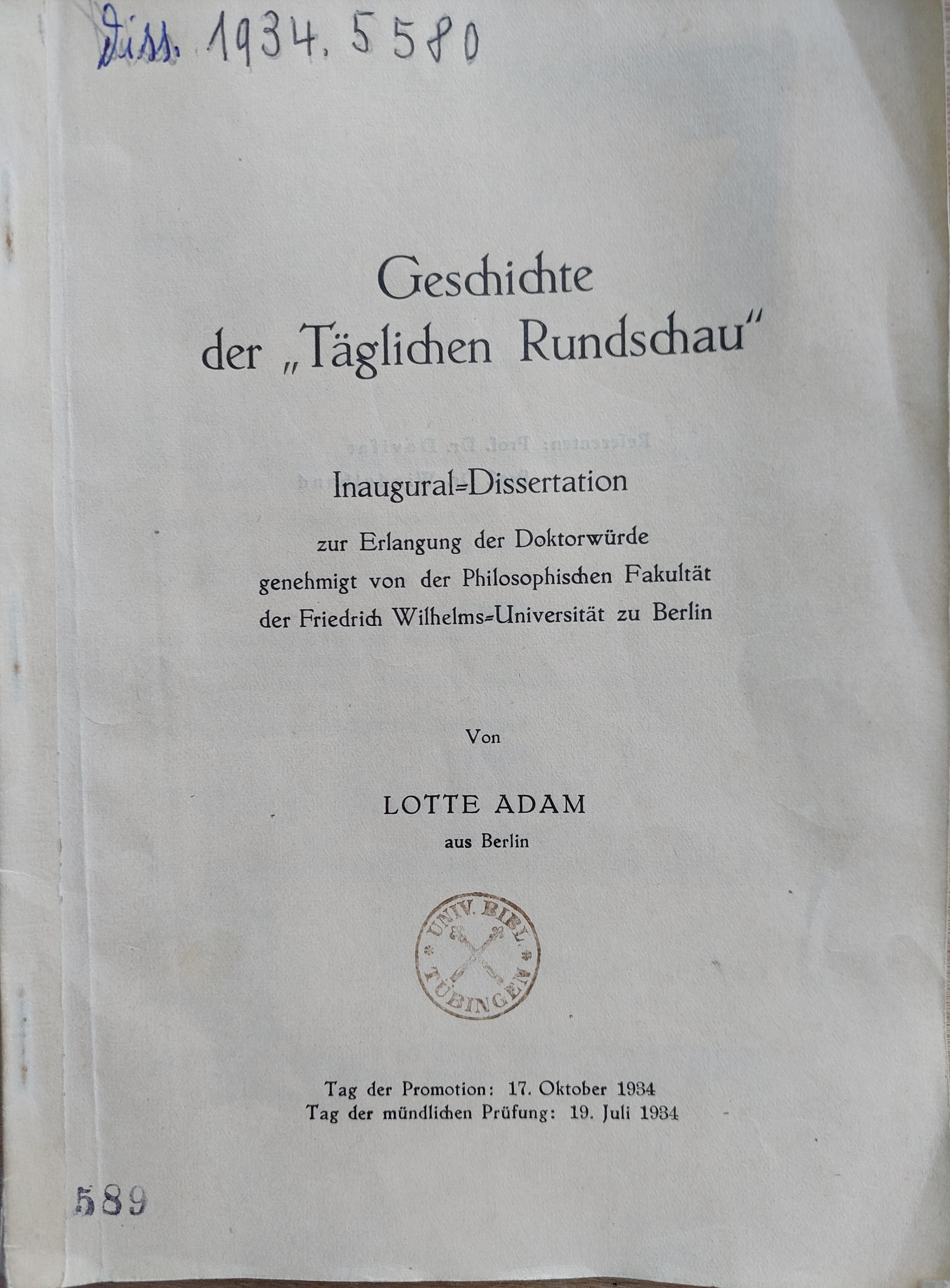
Lotte Adam, Dissertation 1934

Die Tägliche Rundschau war eine von 1881 bis 1933 in Berlin erscheinende Tageszeitung mit dem Untertitel Zeitung für Nichtpolitiker, zugleich Ergänzungsblatt zu den politischen Organen jeder Partei. Sie beruhte auf einer Idee des Bürgermeisters von Penzlin, Otto Piper (1841–1921), der ausdrücklich eine Zeitung von nationaler Verbreitung und ohne Parteipolitik wünschte. Die Gewinnbeteiligung an der Zeitung ermöglichten es ihm, 1889 das Bürgermeisteramt aufzugeben und sich ausschließlich der Burgenforschung zu widmen. Als Herausgeber wird im Kopftitel Friedrich Bodenstedt genannt. Der Dichter hat aber nur gegen gute Bezahlung seinen Namen hergegeben und auf die inhaltliche Gestaltung des Blattes keinen Einfluss genommen.
Die Zeitung brachte neben einer täglichen politischen Übersicht Wirtschaftsnachrichten, Hofberichte, Schilderungen lokaler Berliner Ereignisse und andere Neuigkeiten. Bemerkenswert ist die Rubrik Turf und Sport, in der über entsprechende Ereignisse berichtet wurde. Literarische Beiträger waren neben Bodenstedt, von dem nur Gedichte erschienen, Gerhard von Amyntor, Artur Brausewetter, Felix Dahn, Claire von Glümer, Hans Grimm, Hermann Lingg, Balduin Möllhausen, Otto Roquette, Ernst Wichert und andere.
Von 1896 bis 1928 leitete Heinrich Rippler als Chefredakteur die Zeitung. 1898 führte sie als erste deutsche Zeitung die Namenszeichnung von Artikeln ein. 1900 wurde sie durch das Bibliographische Institut übernommen. Daraufhin positionierte sich die Zeitung deutlich politischer und zwar nationalliberal bis protestantisch-nationalistisch. So unterstützte sie etwa die deutsche Kolonialpolitik sowie den Ausbau der deutschen Flotte und wandte sich gegen den katholischen Ultramontanismus. Bei Kriegsbeginn zählte sie rund 100.000 Abonnenten und stand nach Verbreitung und Einfluss offenbar „an der Spitze der rechtsstehenden Organe“. Während des Ersten Weltkriegs gab die Zeitung Sammlungen von Kriegsgedichten heraus.
Nach dem Ende des Ersten Weltkriegs stand sie zunächst der nationalliberalen Deutschen Volkspartei (DVP) unter Gustav Stresemann nahe. Allerdings kam es zu schweren Zerwürfnissen zwischen Rippler und der Redaktion einerseits und der Verlagsführung anderseits. Rippler schied 1921, kurz nach seinem 25-jährigen Dienstjubiläum als Chefredakteur, aus. Mit ihm verließen viele Redakteure die Zeitung. Ripper gründete in Berlin eine neue Tageszeitung, Die Zeit, die im Deutschen Verlag von Dezember 1921 bis Juni 1925 erschien. Noch im selben Jahr wurde die TR verkauft. Sie wurde vom Stinnes-Konzern aufgekauft. Sie wurde der Deutschen Allgemeinen Zeitung zugeschlagen, die von 1922 bis 1925 Tägliche Rundschau im Untertitel zeigte. Rippler gründete im Dezember 1924 jedoch eine Neue Tägliche Rundschau und kaufte bald darauf von der DAZ seinen alten Titel zurück. Die Zeitung erschien wieder unter dem alten Titel. Die Zeit wurde mit ihr vereinigt.

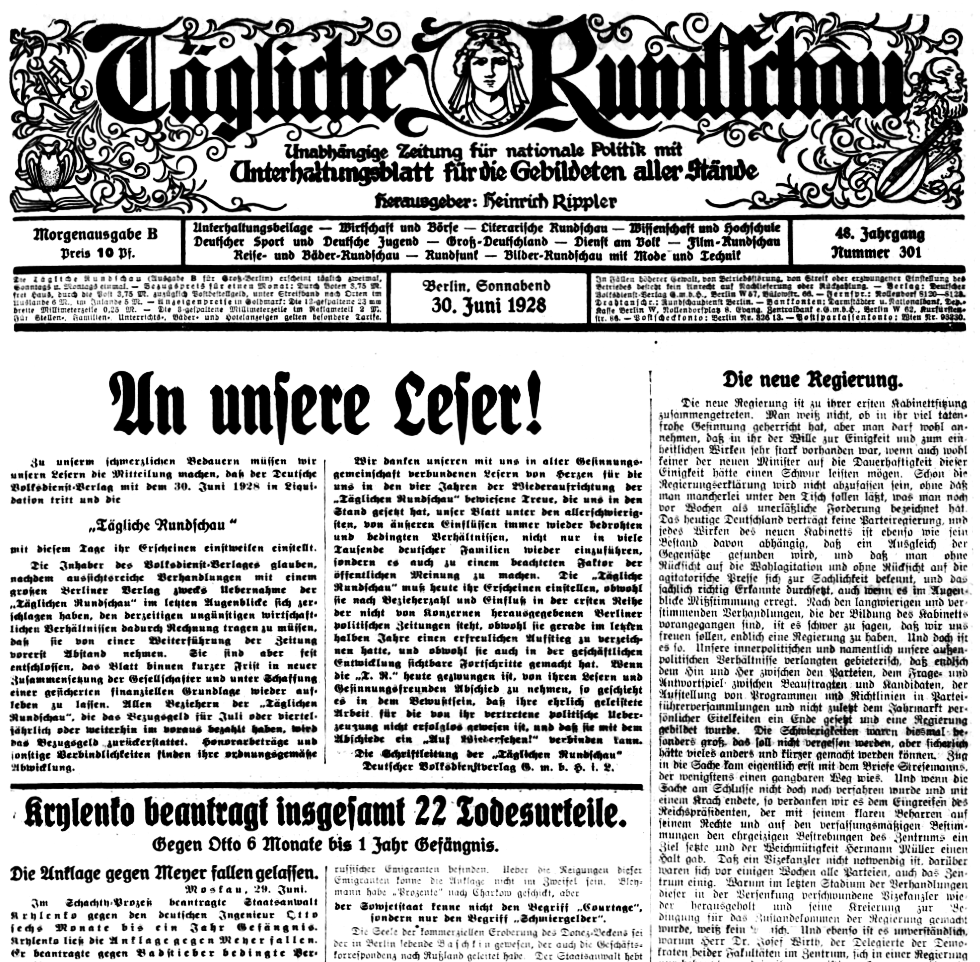
Abschiedserklärung „An unsere Leser!“ auf dem Titel der letzten Ausgabe der Täglichen Rundschau am 30. Juni 1928

1928 schien die Tägliche Rundschau vorläufig am Ende. Am 30. Juni 1928 erschien eine letzte Ausgabe, in der sie den Lesern mitteilte, dass ihr Verlag, der Deutsche Volksdienst, am selben Tage in Liquidation trete und das Blatt sein Erscheinen einstelle. Übernahmeverhandlungen mit einem großen Berliner Verlag hätten „im letzten Augenblick sich zerschlagen“. Die Inhaber seien aber zu einem Neustart mit einem neuen Gesellschafterkreis fest entschlossen.
In einem Nachruf würdigte das Organ der Journalistenorganisation Reichsverbands der Deutschen Presse, die Deutsche Presse, die Tägliche Rundschau als „Blatt von unzweifelhaft selbständigem, persönlichem und überzeugungstreuem Charakter“. Der anonyme Autor stellte aber die kritische Frage, warum die Zeitung tatsächlich eingestellt wurde: Nach seinen Informationen habe das Blatt bei seiner Einstellung eine Auflage von 22.000 Exemplaren gehabt, darunter 17.000 zahlende Abonnenten und 4000 Einzelverkaufsexemplare, sowie einen monatlichen Inseratenumsatz von 100.000 Mark. Es habe außer wirtschaftlichen wohl politische Beweggründe gegeben, das Blatt einzustellen.
Nach einer Pause konnte das Blatt schließlich ab 1930 doch wieder erscheinen. 1930/31 erschien die Zeitung als Tägliche Rundschau über Reich, Staat und Volk – unabhängige Zeitung für sachliche Politik.
Im September 1932 wurde die Zeitung vom Tat-Kreis um Hans Zehrer übernommen.
1933 wurde die Zeitung eingestellt.

## Weitere Publikationen (Auswahl)
- Das Volk in Eisen. Kriegsgedichte der Täglichen Rundschau. Berlin 1914 (unter den Autoren: W. Bonsels, M. G. Conrad, R. Dehmel, G. v. le Fort, R. Schaukal, I. Seidel, H. v. Wolzogen)
- Das zweite Jahr. Kriegsgedichte der Täglichen Rundschau. Berlin, 1915 (mit Beiträgen von Wilhelm Bölsche, Waldemar Bonsels, Cäsar Flaischlen, Walter Flex, Gertrud v. Le Fort, v. Gleichen-Rußwurm, E. v. Reventlow, v. Wolzogen und vielen anderen)